# Monte Baker (Estados Unidos)
El monte Baker (en lummi: Qwú'mə Kwəlshéːn; en nooksack: Kw'eq Smaenit o Kwelshán), también conocido como Koma Kulshan o simplemente Kulshan, es un estratovolcán andesítico glaciarizado activo de los Estados Unidos localizado en el norte del estado de Washington. El monte Baker tiene el segundo cráter más activo térmicamente en el arco volcánico de las Cascadas en las Cascadas Norte, después del monte Santa Helena. Cerca de 50 km al este de la ciudad de Bellingham, en el condado de Whatcom, el monte Baker es el volcán más joven en el campo volcánico de Monte Baker. Si bien el vulcanismo ha persistido aquí durante unos 1,5 millones de años, el cono glaciar actual probablemente no tenga más de 140 000 años, y posiblemente no tenga más de 80−90 000 años. Los edificios volcánicos más antiguos se han erosionado en su mayoría debido a la glaciación.

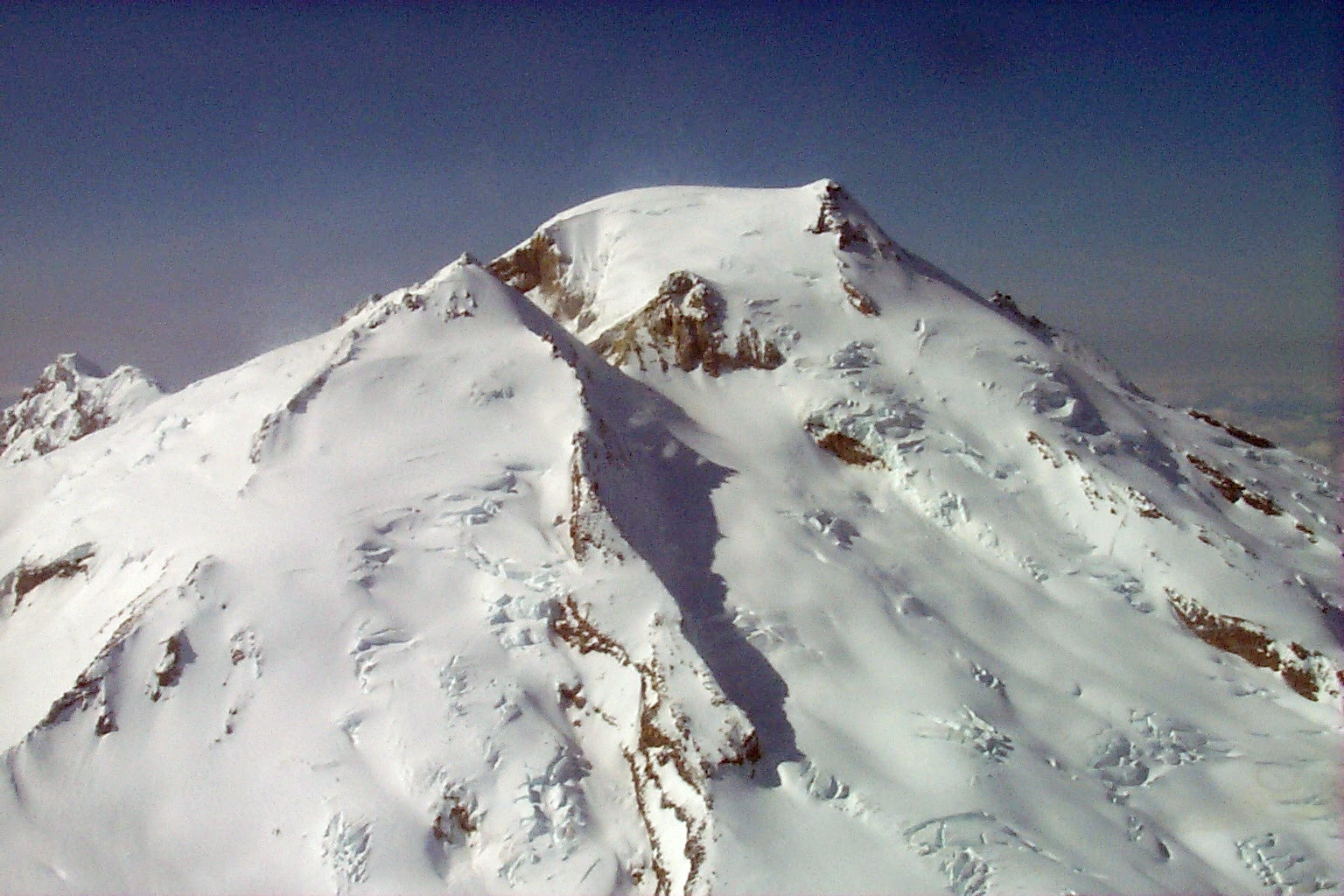
El lado sur de Monte Baker en 2001. El cráter Sherman es la profunda depresión al sur de la cumbre.

Después del monte Rainier, el monte Baker es el más glaciarizado de los volcanes de la cordillera de las Cascadas; el volumen de nieve y hielo en el Baker, 1,79 km³ es mayor que el de todos los otros volcanes de las Cascadas (excepto el Rainier) juntos. También es uno de los lugares más nevados del mundo; en 1999, el área de esquí de Mount Baker, ubicada a 14 km al noreste, estableció el récord mundial de la mayor cantidad de nieve acumulada durante una temporada de nieve (durante la temporada 1998/1999): 2900 cm.
Con una altitud de 3286 m, es la tercera montaña más alta en el estado de Washington y la quinta más alta en la cordillera de las Cascades, si Little Tahoma Peak, un subpico del monte Rainier, y Shastina, un subpico del monte Shasta, no se consideran.  Ubicado en la Mount Baker Wilderness, es visible desde gran parte de la región del Gran Victoria, desde Nanaimo y Vancouver, en la Columbia Británica y, al sur, desde Seattle (y en días despejados desde Tacoma) en el estado de Washington.
Los pueblos indígenas lógicamente conocían la montaña desde hace miles de años, pero el primer registro escrito de la montaña es el del explorador español Gonzalo López de Haro, que lo recogió en un mapa en 1790 como «Gran Monte Carmelo», porque les recordaba al hábito de los frailes carmelitas. El explorador inglés George Vancouver renombró la montaña por el nombre del teniente tercero del HMS Discovery, Joseph Baker, que lo avistó el 30 de abril de 1792.

## Historia

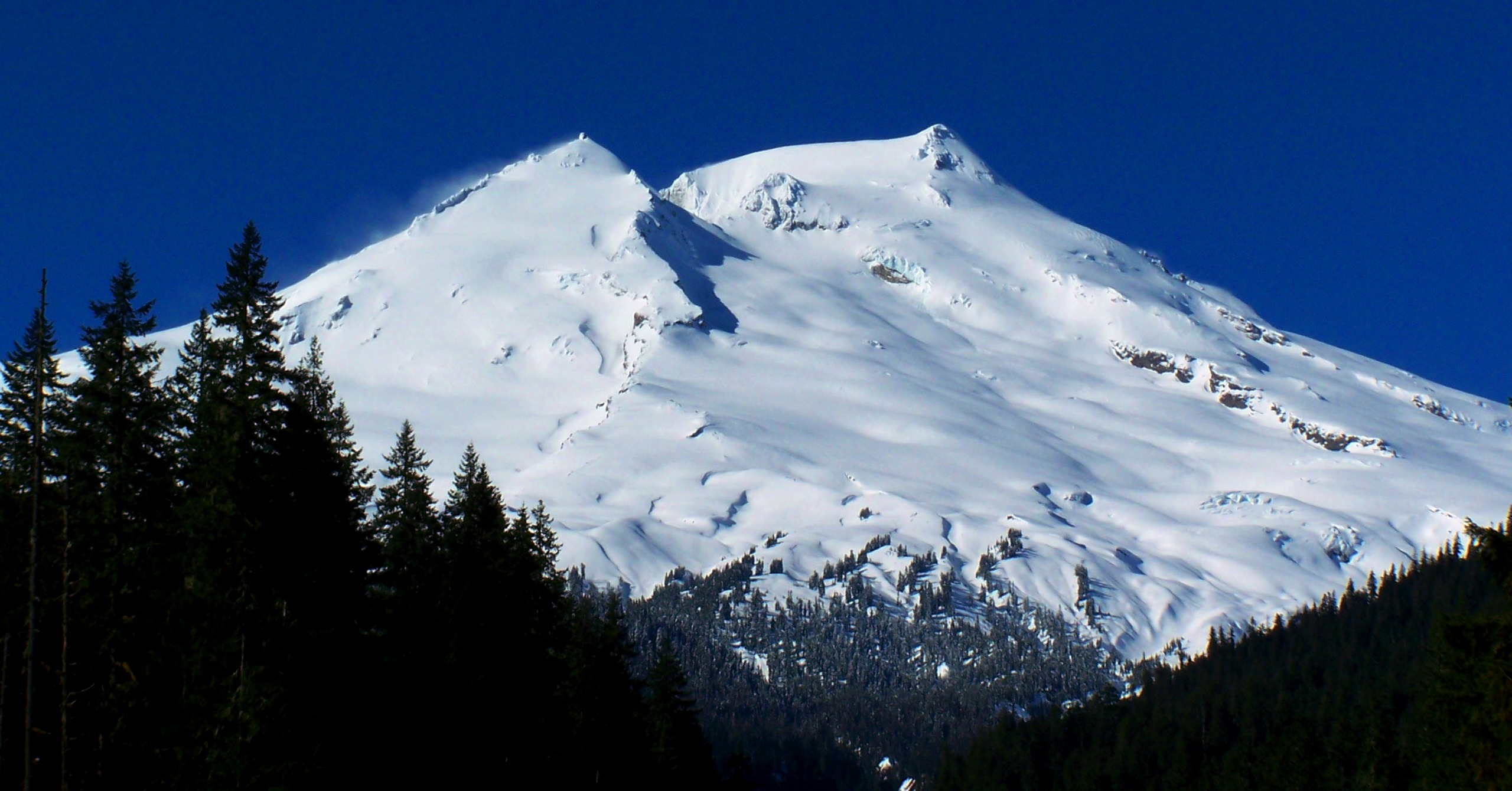
El monte Baker desde el sureste desde el pico Boulder

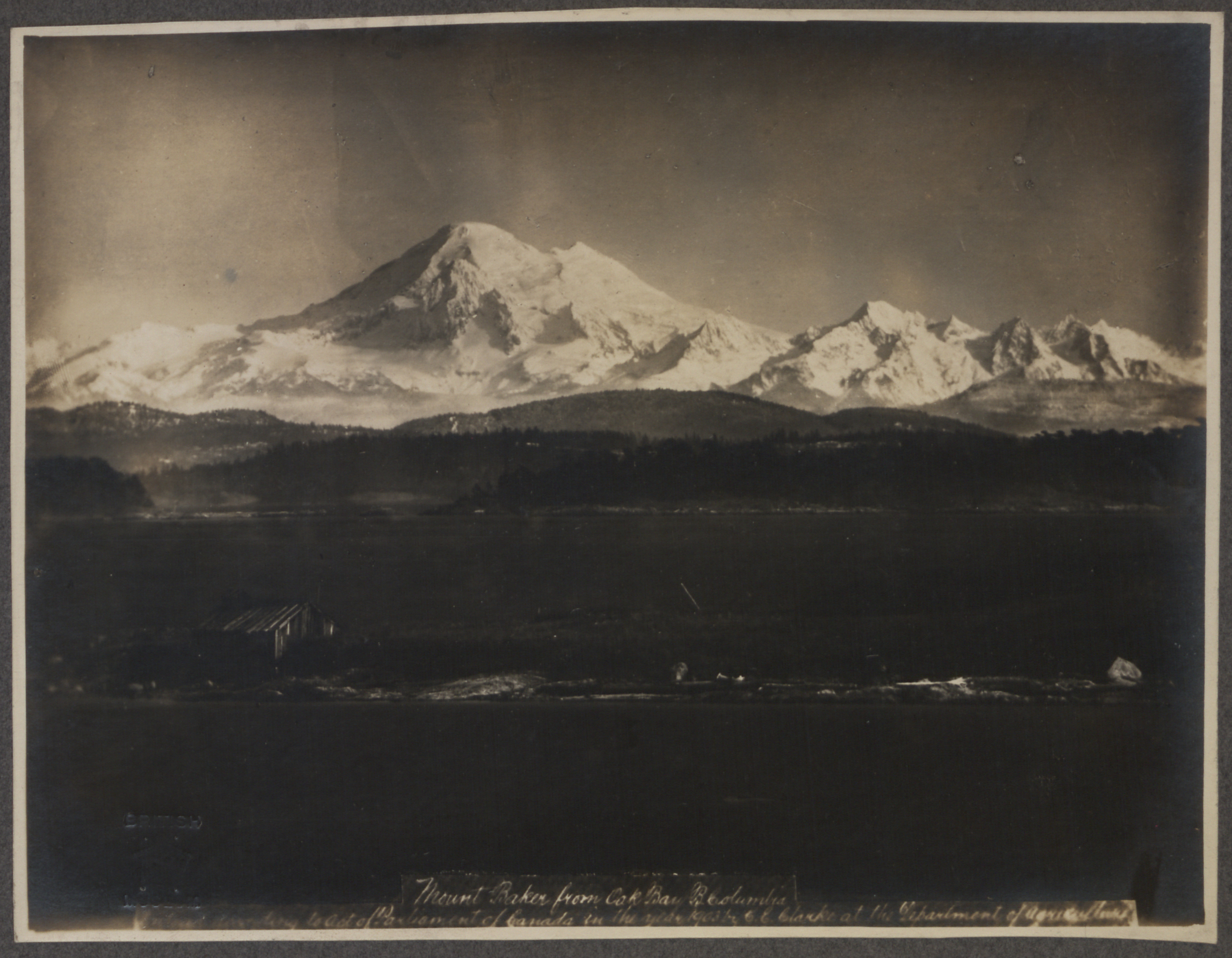
El monte Baker desde Oak Bay, British Columbia, 1903, Foto: Charles Edward Clarke

El monte Baker era muy conocido por los pueblos indígenas del noroeste del Pacífico. Algunos de los nombres indígenas de la montaña son Koma Kulshan o Kulshan (Lummi: qwú’mə, 'centinela blanco' y kwəlshé:n, 'herida por punción', es decir, 'cráter'); Quck Sam-ik (en idioma nooksack, kw’eq sámit, 'montaña blanca'); Quck Sam-ik (kw’eq sámit, 'montaña blanca'); Kobah (en lushootseed, "centinela blanco", y  Tukullum o Nahcullum (en el idioma de la "tribu Koma" no identificada).
En 1790, Manuel Quimper, de la armada española, zarpó de Nootka, un asentamiento temporal en la isla de Vancouver, con órdenes de explorar el entonces recién descubierto estrecho de Juan de Fuca. Acompañando a Quimper iba el primer piloto Gonzalo Lopez de Haro, quien dibujó cartas detalladas durante la expedición de seis semanas. Aunque el diario del viaje de Quimper no se refiere a la montaña, una de las cartas manuscritas de Haro incluye un bosquejo del monte Baker.  Los españoles nombraron al volcán nevado «La Gran Montaña del Carmelo», ya que les recordaba los blancos atuendos de los frailes carmelitas.
El explorador británico George Vancouver dejó Inglaterra un año después. Su misión era estudiar la costa noroeste de América. Vancouver y su tripulación alcanzaron la costa del noroeste del Pacífico en 1792. Anclado en la bahía de Dungeness en la costa sur del estrecho de Juan de Fuca, Joseph Baker  hizo una observación del monte Baker, que Vancouver recogió en su diario:

Aproximadamente en ese momento se presentó una montaña escarpada muy alta y visible, que se elevaba sobre las nubes: tan bajo como se podía ver estaba cubierta de nieve; y al sur de ella, había una larga cadena de montañas nevadas muy escabrosas, mucho menos elevadas, que parecían extenderse a una distancia considerable ... la tierra alta y distante se formó, como ya se ha observado, como islas separadas, entre las cuales la elevada montaña, descubierto en la tarde por el tercer teniente, y en complemento a él, llamado por mí Mount Baker, se levantó un objeto muy visible ... aparentemente a una distancia muy remota.
About this time a very high conspicuous craggy mountain ... presented itself, towering above the clouds: as low down as they allowed it to be visible it was covered with snow; and south of it, was a long ridge of very rugged snowy mountains, much less elevated, which seemed to stretch to a considerable distance ... the high distant land formed, as already observed, like detached islands, amongst which the lofty mountain, discovered in the afternoon by the third lieutenant, and in compliment to him called by me Mount Baker, rose a very conspicuous object ... apparently at a very remote distance.

Seis años después, se publicó la narración oficial de este viaje, incluida la primera referencia impresa de la montaña. A mediados de la década de 1850, el monte Baker era un accidente muy conocido en el horizonte por los exploradores y comerciantes de pieles que viajaban en la región del Puget Sound. Isaac I. Stevens, el primer gobernador del Territorio de Washington, escribió sobre él en 1853:

Monte Baker ... es uno de los picos más altos y visibles de la cordillera Cascada septentrional; es casi tan alto como el monte Rainier, y al igual que esa montaña, su pirámide cubierta de nieve tiene la forma de un pan de azúcar. Es visible desde todas las aguas e islas ... [en Puget Sound] y desde toda la parte sureste del golfo de Georgia, y también desde la división oriental del estrecho de Juan de Fuca. Es para esta región un hito natural e importante.
Mount Baker ... is one of the loftiest and most conspicuous peaks of the northern Cascade range; it is nearly as high as Mount Rainier, and like that mountain, its snow-covered pyramid has the form of a sugar-loaf. It is visible from all the water and islands ... [in Puget Sound] and from the whole southeastern part of the Gulf of Georgia, and likewise from the eastern division of the Strait of Juan de Fuca. It is for this region a natural and important landmark.

## Historia de ascensiones

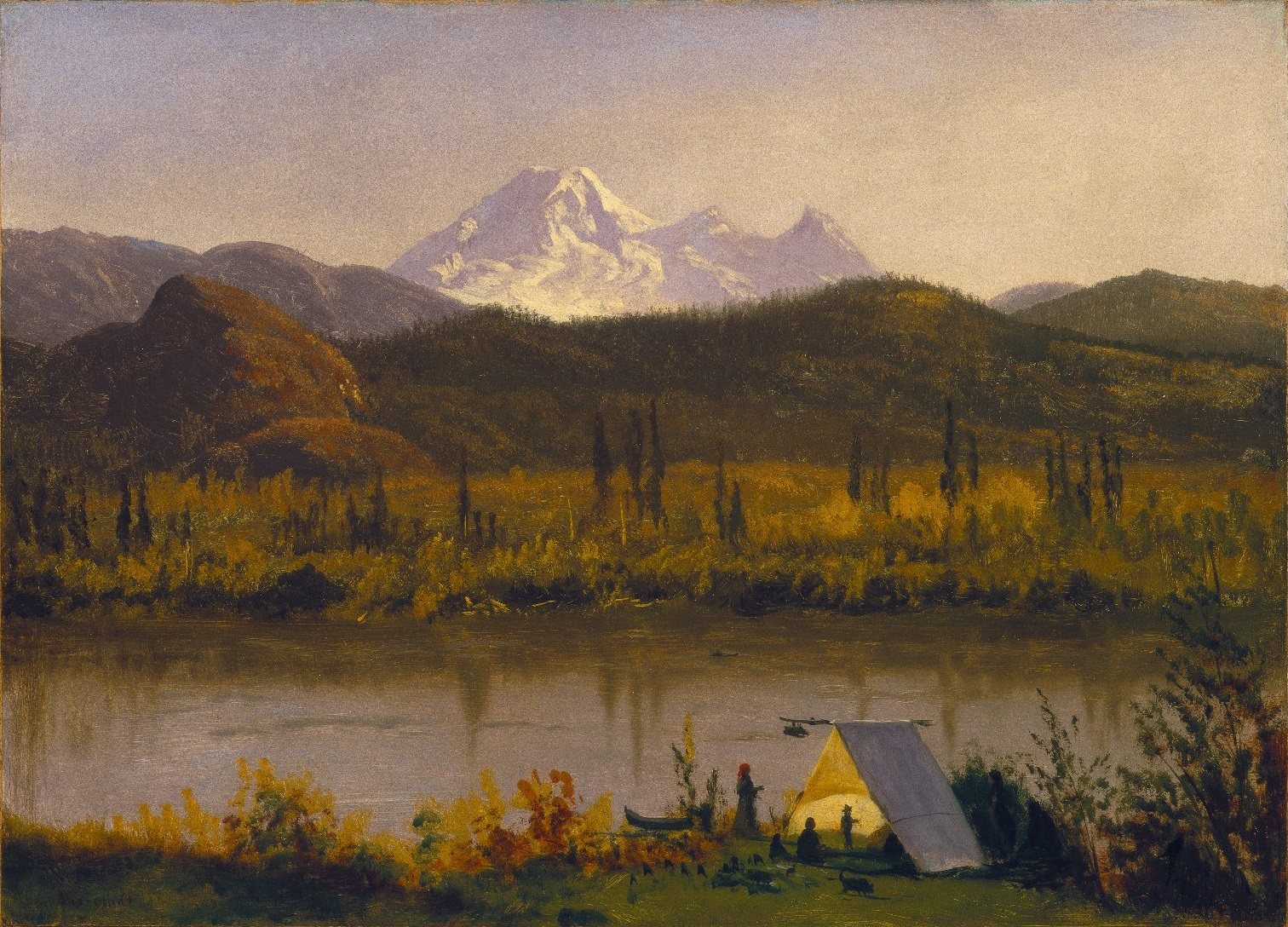
Mount Baker from the Frazier River, Albert Bierstadt, ca. 1890 (Brooklyn Museum)

### Primer ascenso europeo
Edmund Thomas Coleman, un inglés que residía en Victoria, Canadá y veterano de los Alpes, hizo el primer intento de ascender la montaña en 1866. Escogió una ruta a través del río Skagit, pero se vio obligado a regresar cuando los nativos americanos rechazaron su paso.
Más tarde, ese mismo año, Coleman reclutó a varios colonos del condado de Whatcom, Edward Eldridge, John Bennett y John Tennant, para que lo ayudaran en su segundo intento de escalar la montaña. Después de acercarse a través del ramal North Fork del río Nooksack, el grupo viajó por lo que ahora se conoce como glaciar Coleman y ascendió hasta unos cientos de pies de la cumbre antes de retroceder frente a una "cornisa en voladizo de hielo" y el amenazante clima.
Coleman luego regresó a la montaña después de dos años. A las 4:00 p. m. del 17 de agosto de 1868, Coleman, Eldridge, Tennant y dos nuevos acompañantes (David Ogilvy y Thomas Stratton) escalaron la cumbre vía el ramal Middle Fork del río Nooksack, la arista Marmot, el glaciar Coleman y la margen norte del muro Romano (Roman Wall).

### Ascensos notables
- 1948 North Ridge (AD, AI 2-3, 3700 feet) Fred Beckey, Ralph y Dick Widrig (agosto de 1948)[22]

## Geología

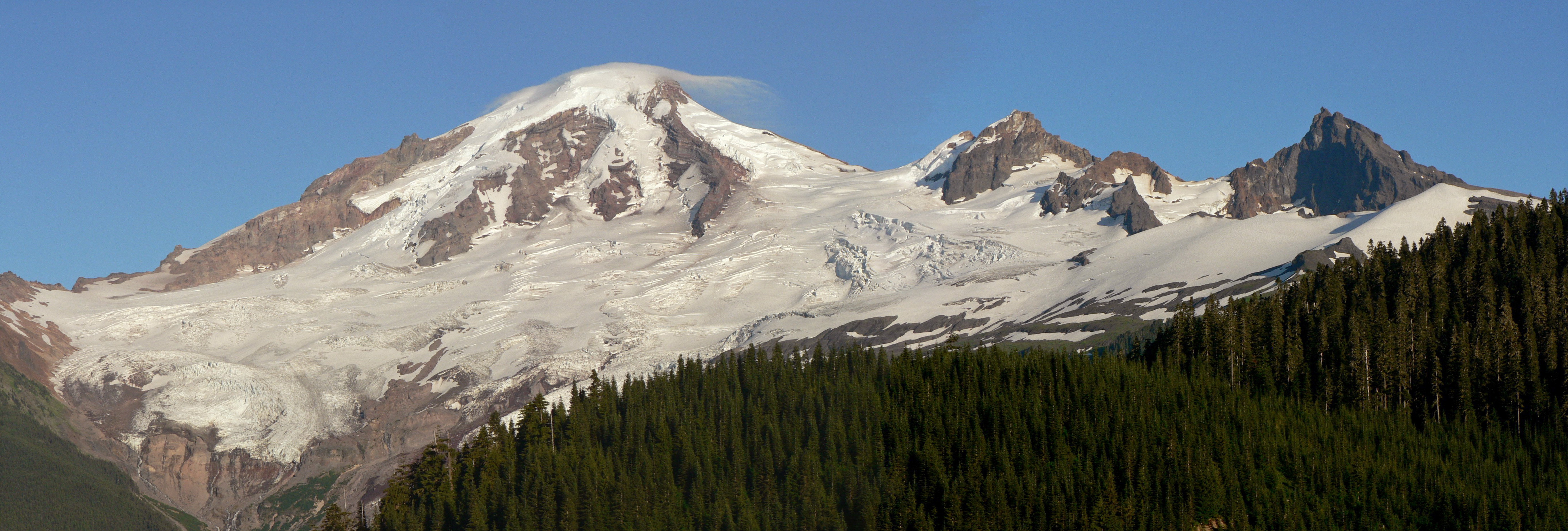
Panorama desde el noroeste que muestra los picos de Lincoln y Colfax, las Black Buttes y el monte Baker

El cono actual del monte Baker es relativamente joven; tiene quizás menos de 100 000 años. El volcán se encuentra encima de un cono volcánico similar más antiguo llamado Black Buttes, que estuvo activo entre 500 000−300 000 años atrás. Gran parte del registro geológico anterior del monte Baker muestra que erosionó durante la última edad de hielo (que culminó hace 15 000−20 000 años), por gruesas capas de hielo que llenaron los valles y rodearon el volcán. En los últimos 114 000 años, el área alrededor de la montaña ha estado prácticamente libre de hielo, pero la montaña en sí permanece cubierta de nieve y hielo.
Las crestas aisladas de lava y de rocas alteradas hidrotermalmente, especialmente en el área del cráter Sherman, están expuestas entre los glaciares en los flancos superiores del volcán; los flancos inferiores son muy empinados y tiene mucha vegetación. Las rocas volcánicas del monte Baker y las Black Buttes descansan sobre una base de rocas no volcánicas.

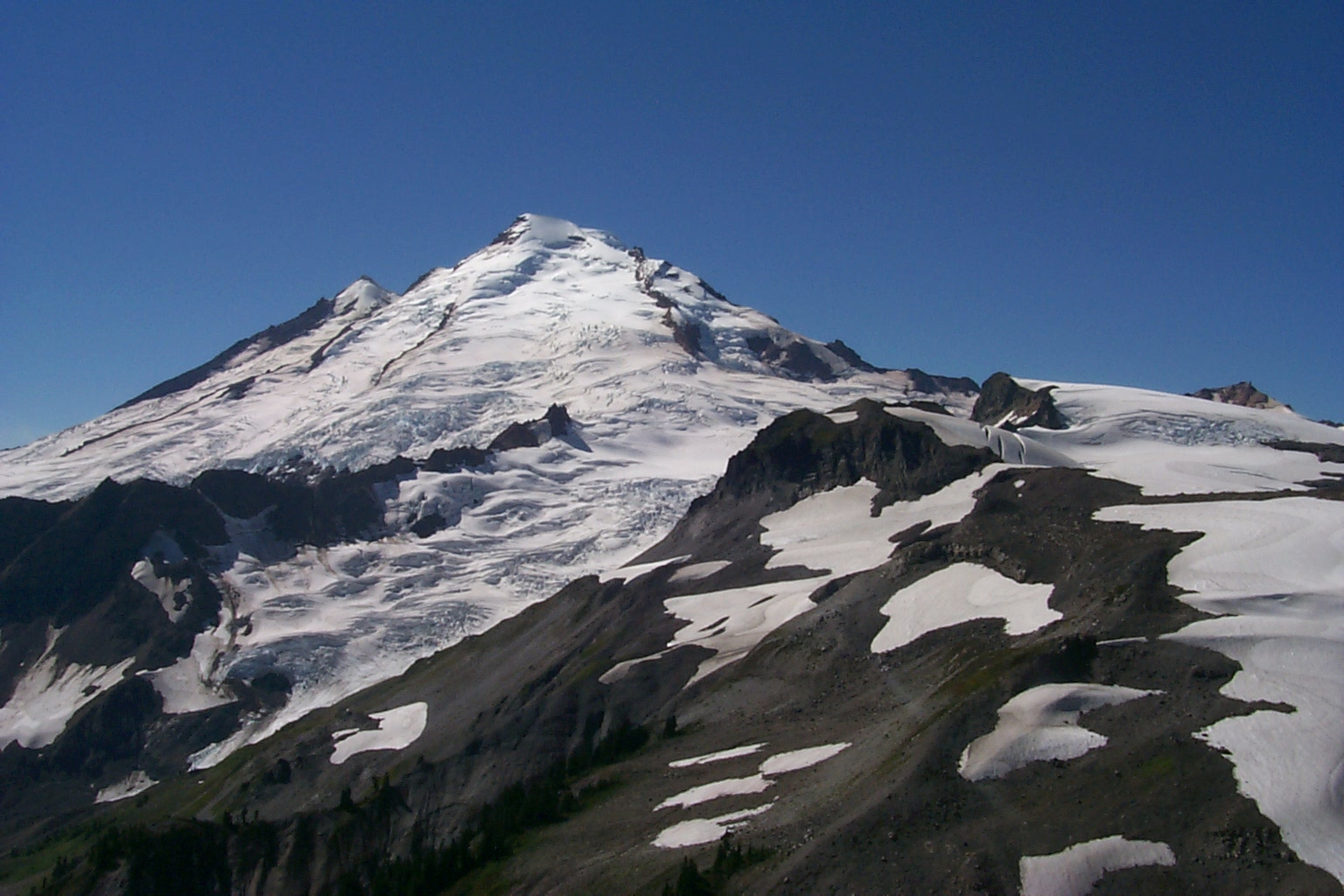
Glaciares Park y Rainbow en el flanco noreste

Los depósitos que registran los últimos 14 000 años en el monte Baker indican que el Baker no ha tenido erupciones altamente explosivas como las de otros volcanes en el Arco Volcánico de las Cascadas, como el monte Santa Helena, Glacier Peak o el macizo del monte Meager, ni ha erupcionado frecuentemente. Durante este período, cuatro episodios de actividad eruptiva magmática han sido reconocidos recientemente.
Las erupciones magmáticas han producido tefra, flujos piroclásticos y flujos de lava desde los respiraderos de la cumbre y el cono de ceniza de Schriebers Meadow. Los eventos más destructivos y más frecuentes en el monte Baker han sido los lahares o flujos de escombros y avalanchas de escombros; muchos, si no la mayoría, de estos no estuvieron relacionados con erupciones magmáticas, sino que pueden haber sido inducidos por intrusiones de magma, erupciones de vapor, terremotos, inestabilidad gravitacional o incluso lluvias intensas.

## Historia eruptiva

### Historia temprana

Mapa de riesgos de la zona del monte Baker

La investigación que comenzó a finales de la década de 1990 muestra que el monte Baker es el más joven de varios centros volcánicos en el área y uno de los volcanes más jóvenes de la cordillera de las Cascadas. La caldera Plioceno Hannegan se conserva a 25 km al noreste de campo volcánico. La actividad volcánica en el monte Baker comenzó hace más de un millón de años, pero muchos de los depósitos de lava y tefra más tempranos han sido removidos por la erosión glacial. Las rocas de color pálido al noreste del moderno volcán marcan el sitio de la antigua caldera Kulshan (1,15 millones de años) que colapsó después de una enorme erupción de cenizas hace un millón de años. Posteriormente, las erupciones en el área del monte Baker han producido conos y flujos de lava de andesita, la roca que constituye gran parte de otros volcanes de la cordillera de las Cascadas como el monte Rainier, el monte Adams y el monte Hood. Desde hace aproximadamente 900 000 años hasta el presente, numerosos centros volcánicos andesíticos en el área han apareciido y desaparecido a través de la erosión glacial. El más grande de estos conos es el edificio de las Black Buttes, activo desde hace 500 000−300 000 años y anteriormente más grande que el actual monte Baker.

### Cráteres modernos y el cono

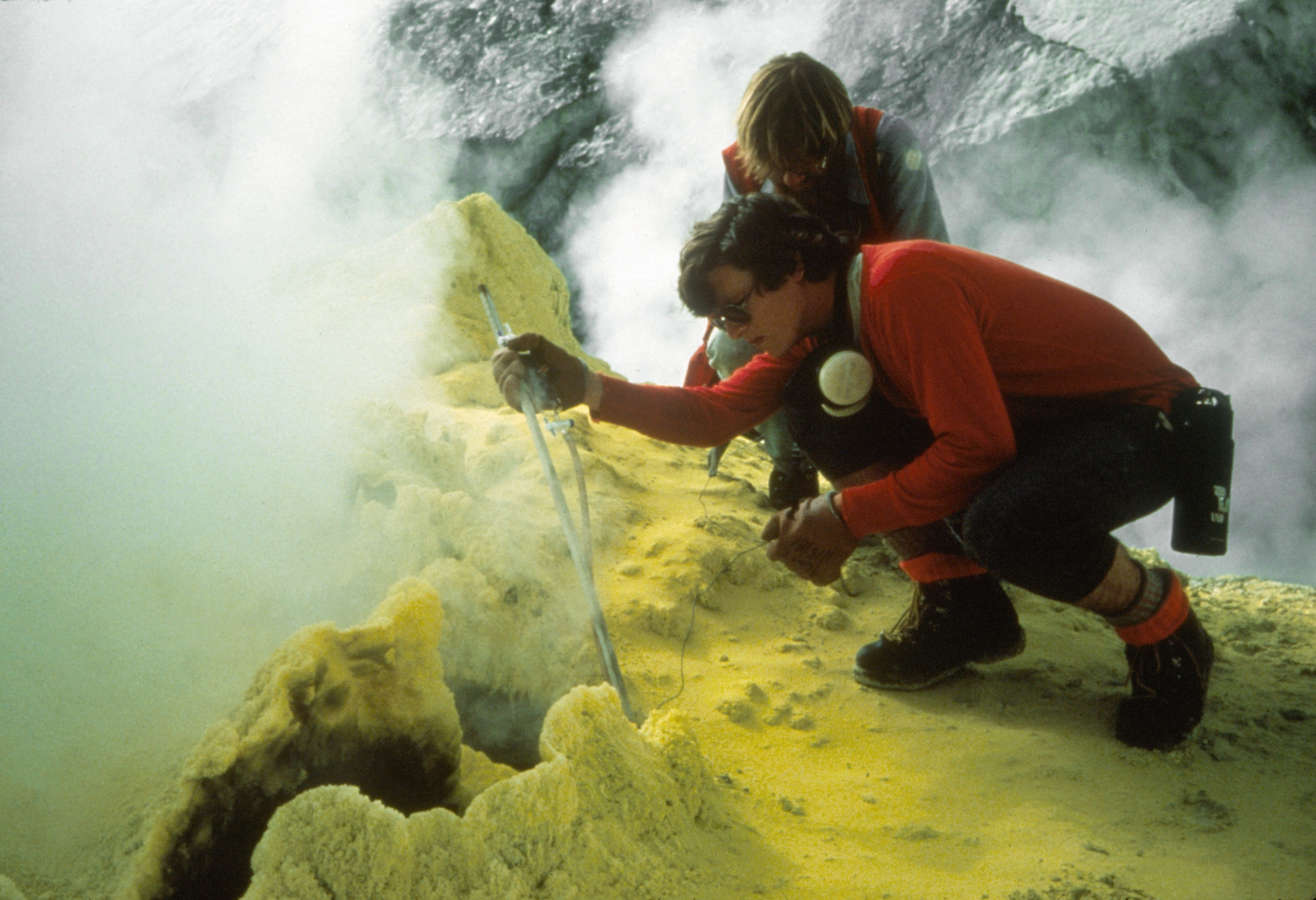
Fumarola de gas emanado del cráter Sherman en 1981

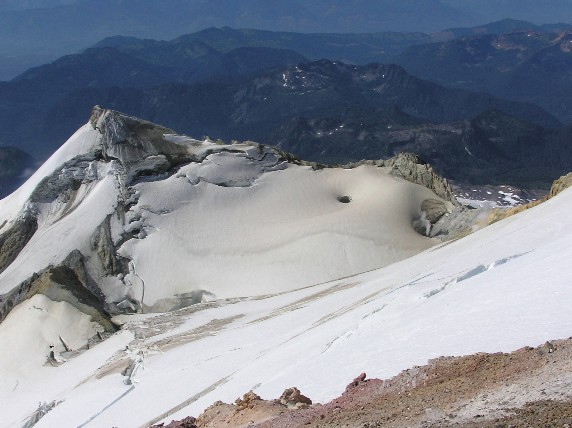
Vista hacia el sur en el cráter Sherman desde el pico Grant, 3286 m en 2004. El pico Sherman 3090.6 m a la izquierda; fumarolas de la arista oeste a la derecha.

El monte Baker fue construido a partir de pilas de lava y brechas volcánicas antes del final del último período glacial, que terminó hace unos 15 000 años. Hay dos cráteres en la montaña. El cráter glaciarizado de Carmelo  está bajo el domo de hielo de la cumbre. Este cráter es la fuente de las últimas erupciones de formadoras de conos.
El punto más alto del monte Baker, el pico Grant, está en la arista sureste expuesta del cráter Carmelo, que es una pequeña pila de escoria andesítica que se encuentra encima de una pila de flujos de lava. abajo. El cráter Carmelo está profundamente diseccionado en su lado sur por el más joven cráter Sherman. Este cráter está al sur de la cumbre, y su piso glaciarizado está a 300 m por debajo del domo de hielo de la cumbre. Este cráter es el sitio de toda la actividad eruptiva del Holoceno. Cientos de fumarolas ventilan gases, principalmente H
2O, CO
2 y H
2S.
La lava que fluye desde el respiradero de la cumbre entró en erupción hace entre 30 000−10 000 años y, durante las etapas finales de la construcción del edificio, los flujos piroclásticos de bloques entraron en los drenajes del sudeste del volcán. Una erupción del cráter Sherman de hace 6600 años estalló en una capa de ceniza que se extendió más de 64 km hacia el este. Hoy en día, los gases sulfurosos llegan a la superficie a través de dos vías de fumarolas: la fumarola Dorr, al noreste de la cumbre; y el cráter Sherman, al sur de la cumbre. Ambos son sitios de alteración hidrotermal, convirtiendo lavas en arcillas débiles de blanco a amarillo; el azufre es un mineral común alrededor de estas fumarolas. En el cráter Sherman, los colapsos de esta roca debilitada generaron lahares en la década de 1840.

### Período eruptivo del Parque Mazama: hace 6600 años
Aproximadamente hace 6600 años, una serie de eventos discretos culminaron en la mayor erupción productora de tefra en el tiempo post-glacial en el monte Baker. Este fue el último episodio de indudable actividad magmática preservado en el registro geológico. En primer lugar, el colapso más grande en la historia del volcán se produjo a partir de la Muralla Romana (Roman Wall) y se transformó en un lahar que tenía más de 91 m de profundidad en los tramos superiores del ramal Middle Fork del río Nooksack. Tenía al menos 7,6 m de profundidad a 48 km río abajo del volcán. En ese momento, se cree que el río Nooksack habría drenado hacia el norte en el río Fraser; por lo tanto, es poco probable que ese lahar llegase a la bahía Bellingham. A continuación, se produjo una pequeña erupción hidrovolcánica en el cráter Sherman, lo que desencadenó un segundo colapso del flanco justo al este de la Muralla Romana. Ese colapso también se convirtió en un lahar que siguió principalmente el curso del primer lahar durante al menos 32 km, y también se derramó en los afluentes del río Baker. Finalmente, la nube eruptiva depositó cenizas hasta 64 km a sotavento hacia el noreste y el este.

## Actividad histórica

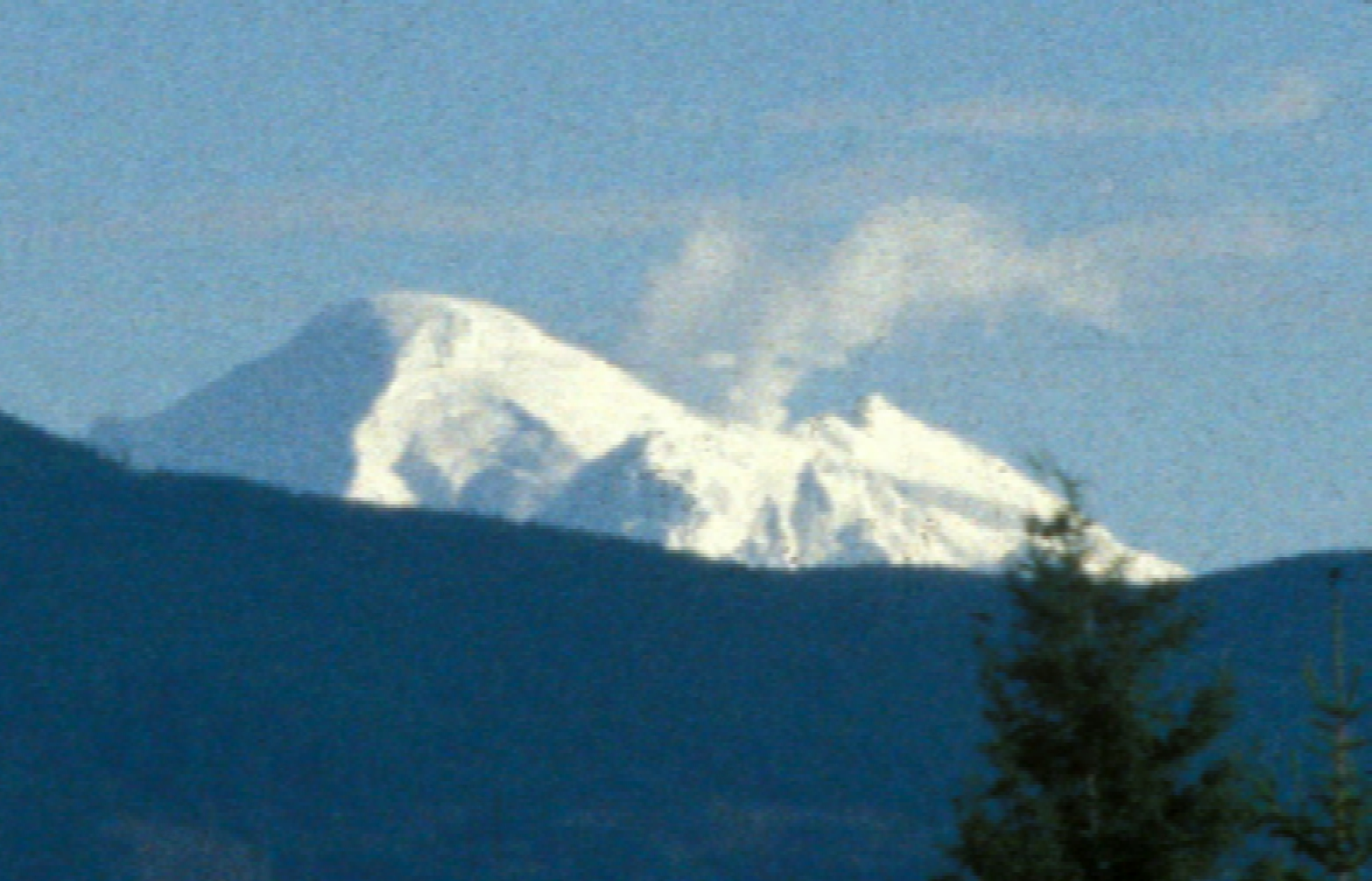
Fumarola saliente del cráter Sherman, diciembre de 1999. Telefoto tomada desde Bellingham, Washington

Varias erupciones ocurrieron en el cráter Sherman durante el siglo XIX; fueron avistadas desde el área de Bellingham. Una posible erupción fue vista en junio de 1792 durante la expedición española de Dionisio Alcalá Galiano y Cayetano Valdés. Su informe decía, en parte:

Durante la noche [mientras estábamos fondeados en la bahía Bellingham] vimos constantemente luz al sur y al este de la montaña de Carmelo [Baker] e incluso a veces algunas explosiones de llamas, señales que no dejaban lugar a dudas de que había volcanes con fuertes erupciones en aquellas montañas
During the night [while anchored in Bellingham Bay] we constantly saw light to the south and east of the mountain of Carmelo [Baker] and even at times some bursts of flame, signs which left no doubt that there are volcanoes with strong eruptions in those mountains.

En 1843, unos exploradores informaron sobre una capa generalizada de fragmentos de roca recién caídos «como una nevada» y de que el bosque estaba «en llamas en millas a la redonda». Sin embargo, es muy poco probable que estos incendios hubiesen sido causados por la caída de cenizas, ya que no se ha encontrado material carbonizado en los depósitos de esa ceniza volcánica de grano fino, que casi con toda seguridad se enfrió en la atmósfera antes de caer. Según los informes, los ríos al sur del volcán quedaron obstruidos por las cenizas, y los nativos americanos informaron de que muchos salmones perecieron. Los informes de inundaciones en el río Skagit a causa de la erupción son, sin embargo, probablemente muy exagerados. Poco tiempo después, dos colapsos del lado este del cráter Sherman  produjeron dos lahares, el primero y el más grande de los cuales fluyó en el natural lago Baker, aumentando su nivel en al menos 3,0 m. La ubicación de ese lago en el siglo XIX ahora está cubierta por las aguas del moderno embalse Baker Lake. La actividad hidrovolcánica similar pero de menor nivel en el cráter Sherman continuó de manera intermitente durante varias décadas después. El 26 de noviembre de 1860, los pasajeros que viajaban en barco desde New Westminster a Victoria informaron de que el monte Baker estaba «erupcionando grandes cantidades de humo, que al romperse, rodó por los lados cubiertos de nieve de la montaña, formando un agradable efecto de luz y sombra». En 1891, cayeron unos 15 km³ de rocas produciendo un lahar que viajó más de 9,7 km y cubrió 2,6 km².

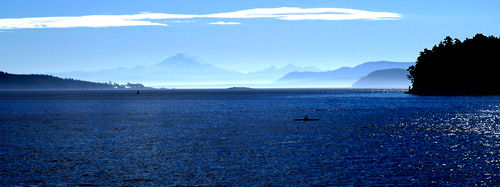
El monte Baker visto desde el golfo de Georgia. Las islas San Juan y las islas Orcas en la distancia a la derecha.

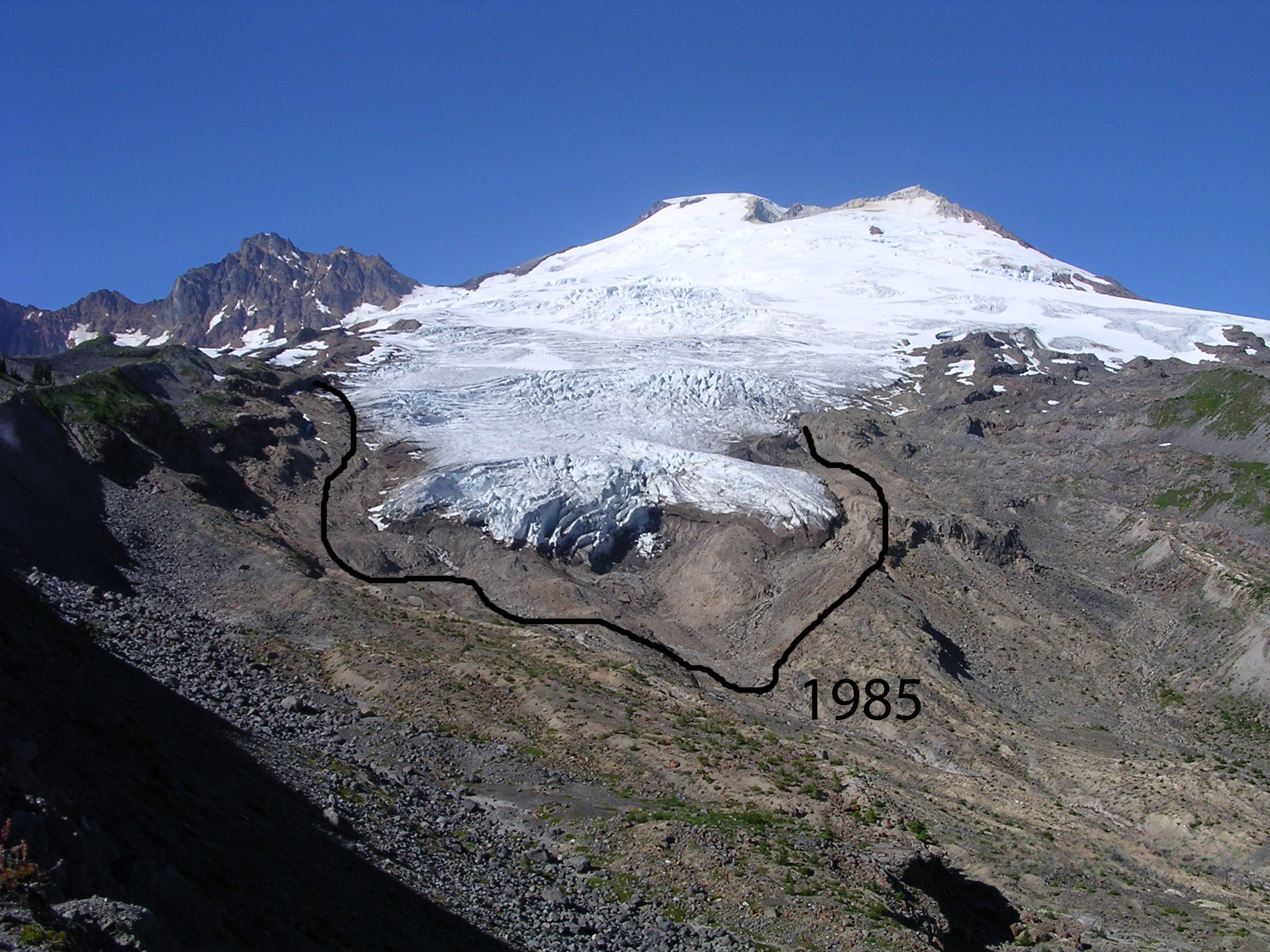
El glaciar Easton (en el flanco sur) en 2003: La línea negra sobrepuesta indica su extensión en 1985.

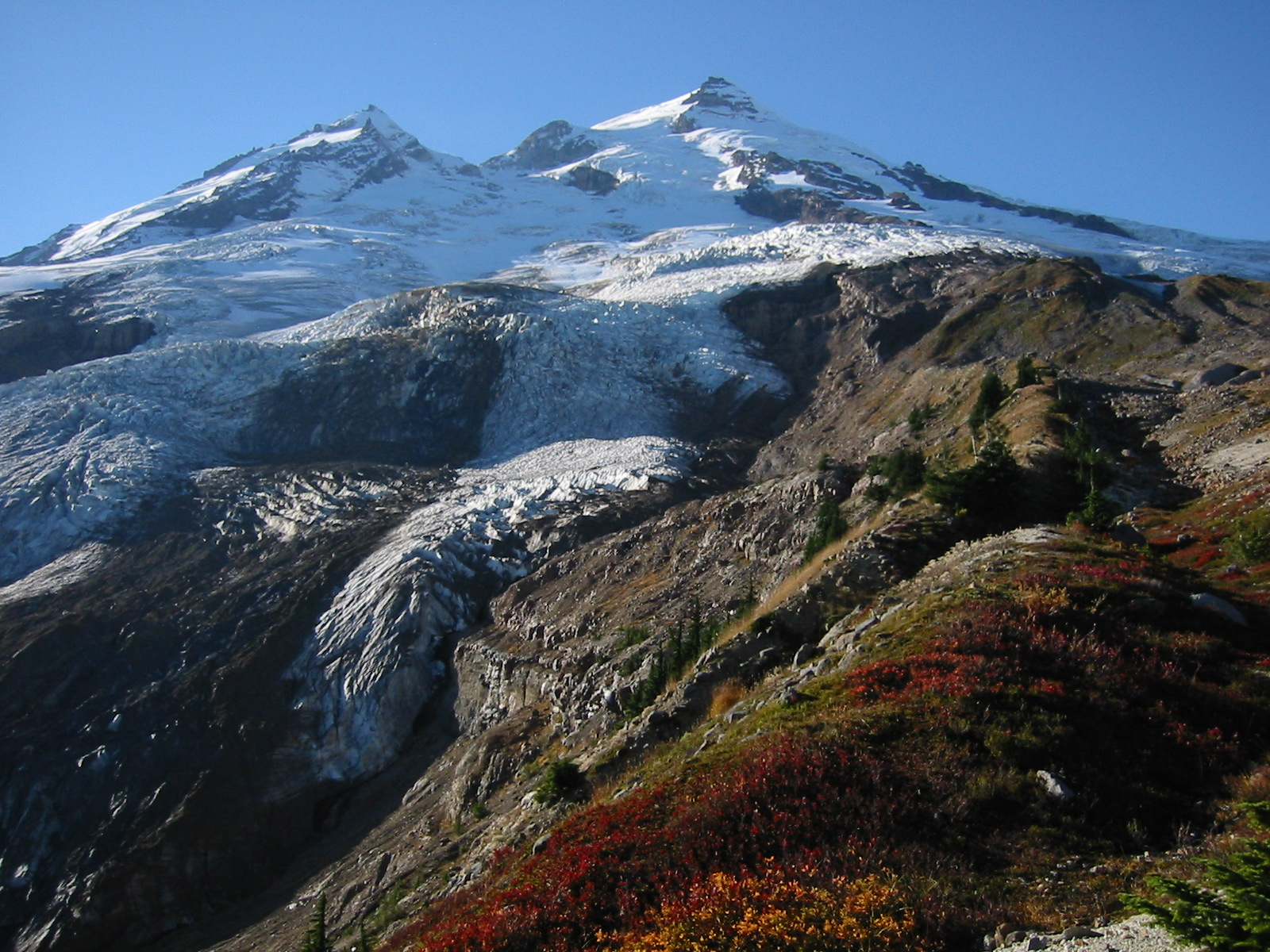
El monte Baker y el glaciar Boulder vistos desde el sureste

La actividad en el siglo XX disminuyó desde el siglo XIX. Numerosas pequeñas avalanchas de escombros cayeron del pico Sherman y descendieron al glaciar Boulder; una grande, ocurrió el 27 de julio de 2007.
A principios de marzo de 1975, un aumento extremo de la actividad fumarólica y la fusión de la nieve en el área del cráter Sherman plantearon la preocupación sobre una erupción  inminente. El flujo de calor aumentó más de diez veces. Se instalaron equipos de monitoreo adicionales y se realizaron varios estudios geofísicos para tratar de detectar el movimiento del magma. La incrementada actividad térmica provocó que los funcionarios públicos y la Puget Power cerraran temporalmente el acceso público al popular área recreativa de Baker y redujeran el nivel del agua del embalse en 10 metros. Si no se hubieran tomado esas medidas, significantes avalanchas de escombros del área del cráter Sherman podrían haber caído directamente en el embalse, desencadenando una ola desastrosa que podría haber causado muertes humanas y daños al embalse. Además del aumento del flujo de calor, se registraron pocas anomalías durante los estudios geofísicos, y no se observaron otras actividades precursoras que indicaran que el magma estaba ascendiendo en el volcán. Varios pequeños lahares formados a partir del material expulsado en los glaciares circundantes y el agua ácida fueron descargados en el lago Baker Lake durante muchos meses.
La actividad disminuyó gradualmente durante los siguientes dos años, pero se estabilizó en un nivel más alto que antes de 1975. El aumento en el nivel de actividad fumarólica ha continuado en el monte Baker desde 1975, pero ningún otro cambio sugiere que esté involucrado el movimiento del magma.

## Investigación actual en el monte Baker
Se han realizado una cantidad considerable de investigaciones en el monte Baker durante la última década, y ahora se encuentra entre los volcanes de las Cascadas más estudiados. Los proyectos recientes y en curso incluyen el monitoreo geodésico gravimétrico y basado en GPS, el muestreo de gas de las fumarolas, lacartogaría de la distribución del tefra, nuevas interpretaciones del flujo de lava de Schriebers Meadow y el análisis de peligros. La cartografía de los cráteres Carmelo y Sherman, y las interpretaciones de la historia eruptiva, continúan también. El Centro de Investigación del Volcán Mount Baker (Mount Baker Volcano Research Center), mantiene un archivo en línea de los resúmenes de esos trabajos y una abundante lista de referencias, así como de fotos.

### Glaciares e hidrología

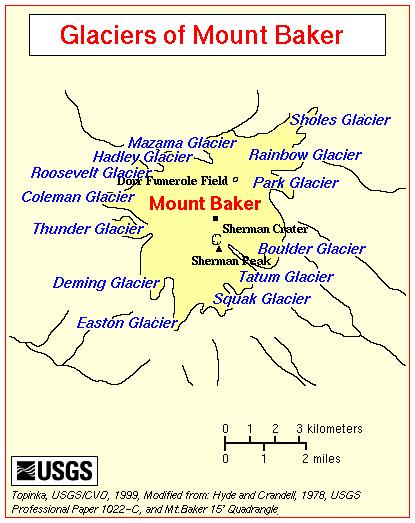
Un mapa de los glaciares en el monte Baker

Diez glaciares nombrados cubren la montaña. El glaciar Coleman es el más grande; tiene una superficie de 5,2 km². Los otros glaciares grandes —que tienen áreas mayores de 2,5 km²— son el glaciar Roosevelt, el glaciar Mazama, el glaciar Park, el glaciar Boulder, el glaciar Easton y el glaciar Deming Glacier. Todos experimentaron retrocesos durante la primera mitad del siglo, avanzaron desde 1950-1975 y volvieron a retroceder cada vez más rápido desde 1980.ref>Fountain, A.G.; Jackson, K.; Basagic, H.J.; Sitts, D. (2007). «A century of glacier change on Mount Baker, Washington». Geological Society of America Abstracts with Programs 39 (4): 67. Archivado desde el original el 20 de junio de 2010. Consultado el 31 de marzo de 2009.</ref>
El monte Baker está drenado en el norte por arroyos que desembocan en el ramal North Fork del río Nooksack; en el oeste, por el ramal Middle Fork del mismo Nooksack; y en el sureste y este, por afluentes del río Baker. Lake Shannon y Baker Lake son los mayores cuerpos de agua cercanos, formados por dos presas erigidas en el río Baker.

## U.S. Navy

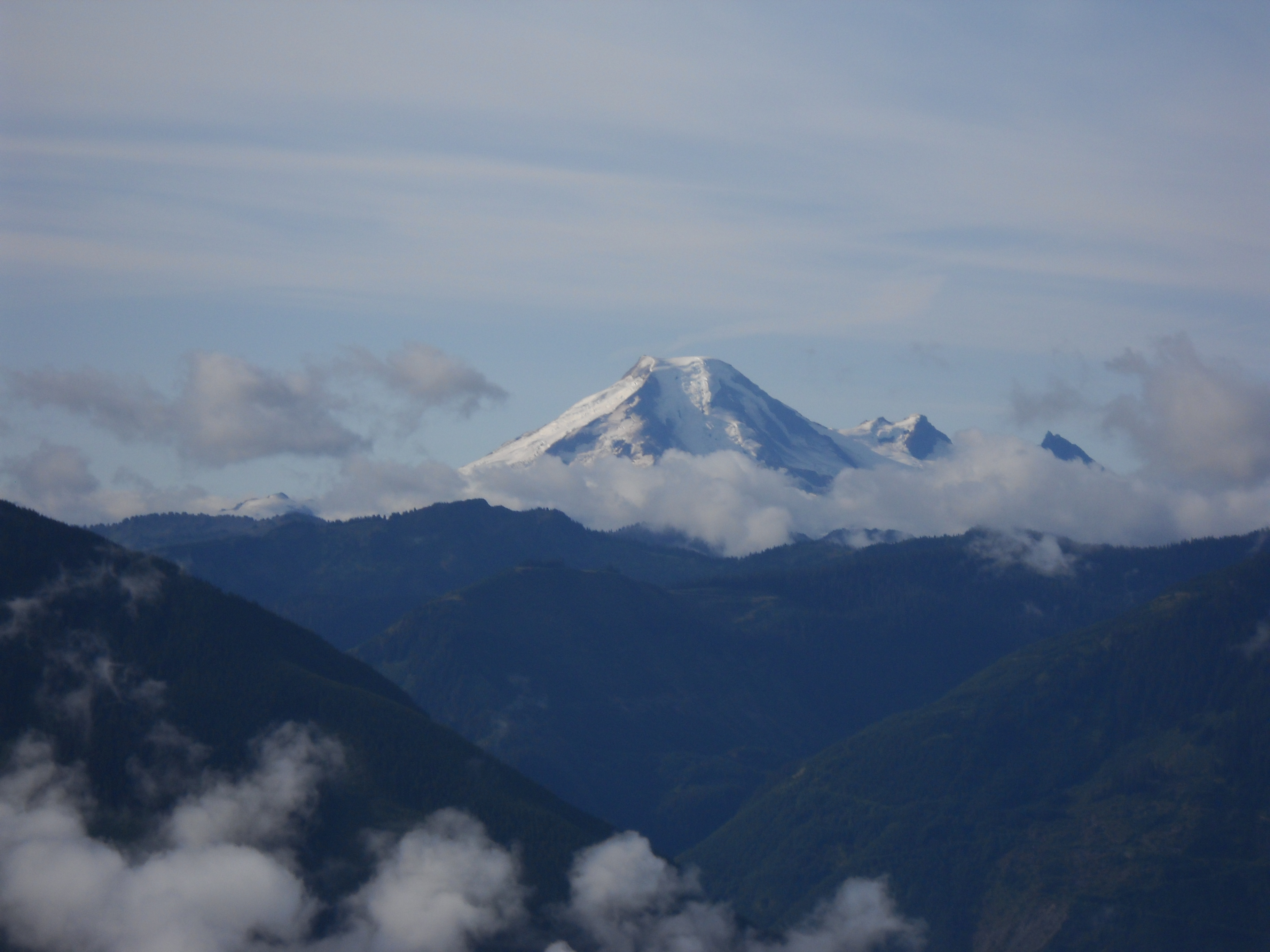
El monte Baker visto desde la cima de la montaña Elk, cerca de Chilliwack, Columbia Británica

Dos naves de municiones de la Armada de los Estados Unidos (tradicionalmente llamada así por los volcanes) llevan el nombre de la montaña. El primero fue el USS Mount Baker (AE-4), que operó de 1941 a 1947 y de 1951 a 1969. En 1972, la Armada comisionó el USS Mount Baker (AE-34). Fue retirada del servicio en 1996 y puesta en servicio con el Military Sealift Command como USNS Mount Baker (T-AE-34).